# Gunnar Simonsson
Gunnar Simonsson, född 1947 i Blekinge, död 24 maj 2019, var en svensk skulptör. Han flyttade som vuxen till Stockholm. Simonsson är främst känd för sina nätskulpturer, några av dem återfinns på hans hemsida.
Simonsson sysslar med den sällsynta tekniken att ur ett metallnät forma människokroppar med sina bara händer, främst är det sensuella kvinnokroppar. Han ställer årligen ut på flera gallerier och den vanligast återkommande är Galleri New Form utanför Trelleborg. Andra ställen han ställt ut på är Skillingaryds konsthandel och Konstmässan 2007, dessutom hittar man nästan alltid konst av Gunnar Simonsson hos Emmaboda konst.

## Separatutställningari urval
- Sollentuna Konstmässa 2007 med galleri Grünewaldsvillan Saltsjöateljén
- Galleri K Oxelösund
- Galleri1 på kulturnätverket Kultur1. Se www.KULTUR1.se  (februari -07)
- Marinmuseum Slup & Barkass
- Nacka Konsthall, Dieselverkstaden
- Grünewaldsvillan Saltsjöateljén
- Skillingaryds Konsthandel
- Galleri New Form Sparreholm
- Galleri Fredman Stockholm
- Galleri Wachtmeister Karlskrona
- Konsthantverkarna Linköping
- St Jude Medical
- Ett stort antal konstföreningar runt om i Sverige

## Samlingsutställningar i urval
- Ottenby konst Magasinet, Öland
- Galleri New Form, Trelleborg
- Galleri 5 Kulturhuset, Stockholm
- Art Gallery Hornsgatan 64, Stockholm
- Center of contemporary Art, Crete
- International Art Festival i Hania Grekland
- Naturvårdsverkets kulturförening Stockholm
- Cloetta, Ljungsbro
- Sir Higgins, Hammenhög
- Kristianopel, sommarutställning varje år sedan 1997.

Offentliga utsmyckningar:
- Sörmlands museum
- Ett antal landsting och kyrkor/församlingshem.